# Industriemuseum
Mit Industriemuseum werden Museen bezeichnet, die die Industrialisierung zum Thema haben.

## Museale Präsentation der Industriegeschichte
Industriegeschichte ist ein Teilbereich der Technikgeschichte, sodass Technikmuseen im Allgemeinen durchwegs eine Abteilung, zumindest aber Exponate der Industriegeschichte und Industrialisierung präsentieren. Auch der Bergbau ist eng mit der Entwicklung der Schwerindustrie verbunden – Bergbaumuseen sind durchwegs auch als Industriemuseum zu betrachten, sofern sie sich nicht auf explizit vorindustrielle Themen beschränken (etwa antike Bergbaustätten).
Industriemuseen veranschaulichen die Industriegeschichte häufig mit Hilfe von Exponaten, die von lokalen Unternehmen stammen, oft auch mit deren direkter Unterstützung. Daneben können Industriedenkmale, die ein Ensembledenkmal bilden, naturgemäß vor Ort besichtigt werden.

## Industriemuseen

### Deutschland
- Bayerisches Textil- und Industriemuseum in Augsburg
- Bergbau- und Industriemuseum Ostbayern in Theuern (Gemeinde Kümmersbruck)
- Industriemuseum Kupfermühle zeigt die Crusauer Kupfer- und Messingfabrik
- Europäisches Industriemuseum für Porzellan im Porzellanikon in Selb
- Hoesch-Museum in Dortmund
- Industrielack-Museum in Dortmund
- Industriemuseum Brandenburg an der Havel in Brandenburg an der Havel
- Industriemuseum Chemnitz in Chemnitz
- Industriemuseum Elmshorn in Elmshorn
- Industriemuseum Freudenthaler Sensenhammer
- Museum Großauheim
- Handels- und Industriemuseum (Hannover)
- Industriemuseum Henrichshütte in Hattingen
- Industriemuseum Howaldtsche Metallgiesserei an der Kieler Förde
- Industriemuseum in Lauf an der Pegnitz
- Industriemuseum Lohne in Lohne (Oldenburg)
- LVR-Industriemuseum, dezentrales Museum mit sechs Standorten im Rheinland
- LWL-Industriemuseum, dezentrales Museum mit acht Standorten in Westfalen und Lippe. Die Zentrale befindet sich in der Zeche Zollern in Dortmund.
- Maschinenmuseum Kiel-Wik in Kiel
- Museum Industriekultur in Nürnberg
- Museum Industriekultur in Osnabrück
- Museum Industriekultur in Wuppertal
- Nordwestdeutsches Museum für Industriekultur in Delmenhorst
- Sächsisches Industriemuseum, dezentrales Museum mit fünf Standorten in Sachsen
- Stadt- und Industriemuseum Rüsselsheim in Rüsselsheim
- Zuckerfabrik Oldisleben in Oldisleben

### Frankreich
- Musée Historique et Industriel – Musée du Fer in Reichshoffen
- Musée d’Art et d’Industrie in Roubaix

### Österreich
- Industrieviertel-Museum in Wiener Neustadt
- Museum Wattens zu Industrie und Vorgeschichte in Wattens
- Technisches Museum in Wien

### Türkei
- SEKA in Kocaeli